# Charles Haughey
Charles James Haughey (irlandès Cathal Ó hEochaidh; Castlebar, 16 de setembre, 1925 – 13 de juny, 2006) fou el sisè Taoiseach de la República d'Irlanda. Militant del Fianna Fáil, era fill d'un antic militant de l'IRA, també fou gendre de Seán Lemass.
Diputat des del 1957 i ministre de justícia el 1961, agricultura (1964-1966) i finances (1966-1970). El 1970 va ser jutjat dues vegades per conspiració per utilitzar fons governamentals per adquirir armes per a l'IRA Provisional; el primer judici va ser avortat, i va obtenir l'absolució en el segon. Fou destituït del govern de Jack Lynch, però va romandre com a diputat al Dáil Éireann i va obtenir un fort suport entre la base del seu partit.
Jack Lynch després dels atemptats contra Lluís Mountbatten, oncle de la Reina d'Anglaterra i l'Emboscada de Warrenpoint que va matar 18 soldats britànics el 27 d'agost de 1979 va discutir una revisió radical de la seguretat i una major cooperació transfronterera amb la nova primera ministra britànica, Margaret Thatcher, dimitint poc després, i Haughey el substituí com a cap del Fianna Fáil.

### Taoiseach
Haughey esdevingué taoiseach el 1979-1981, el 1982 i el 1987-1992. Charles Haughey es va veure obligat a dimitir l'11 de febrer de 1992 com a cap del Fianna Fáil i taoiseach en 1992 després que el líder dels Progressive Democrats (PD), Desmond O'Malley, va dir que la credibilitat de la Coalició formada per Fianna Fáil i PD després de les eleccions al Dáil Éireann de 1989 estava amenaçada, i l'alternativa era la convocatòria d'eleccions generals, sent substituït per Albert Reynolds.